# قصر ابن وردان

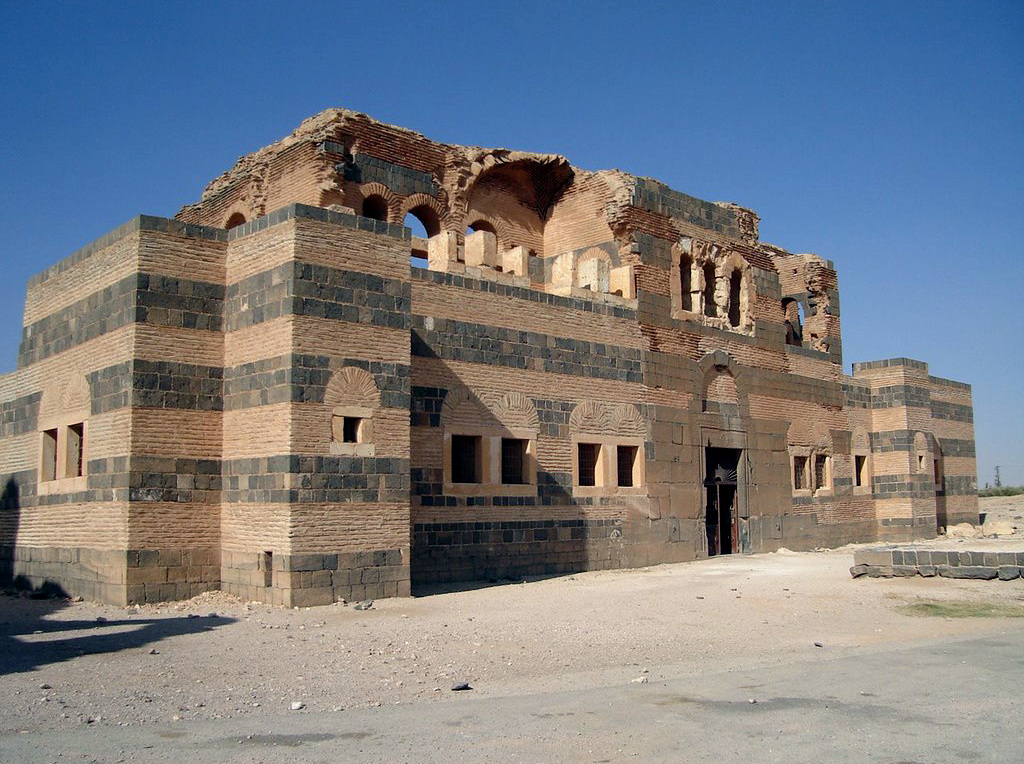
قصر ابن وردان، بقایای کاخ

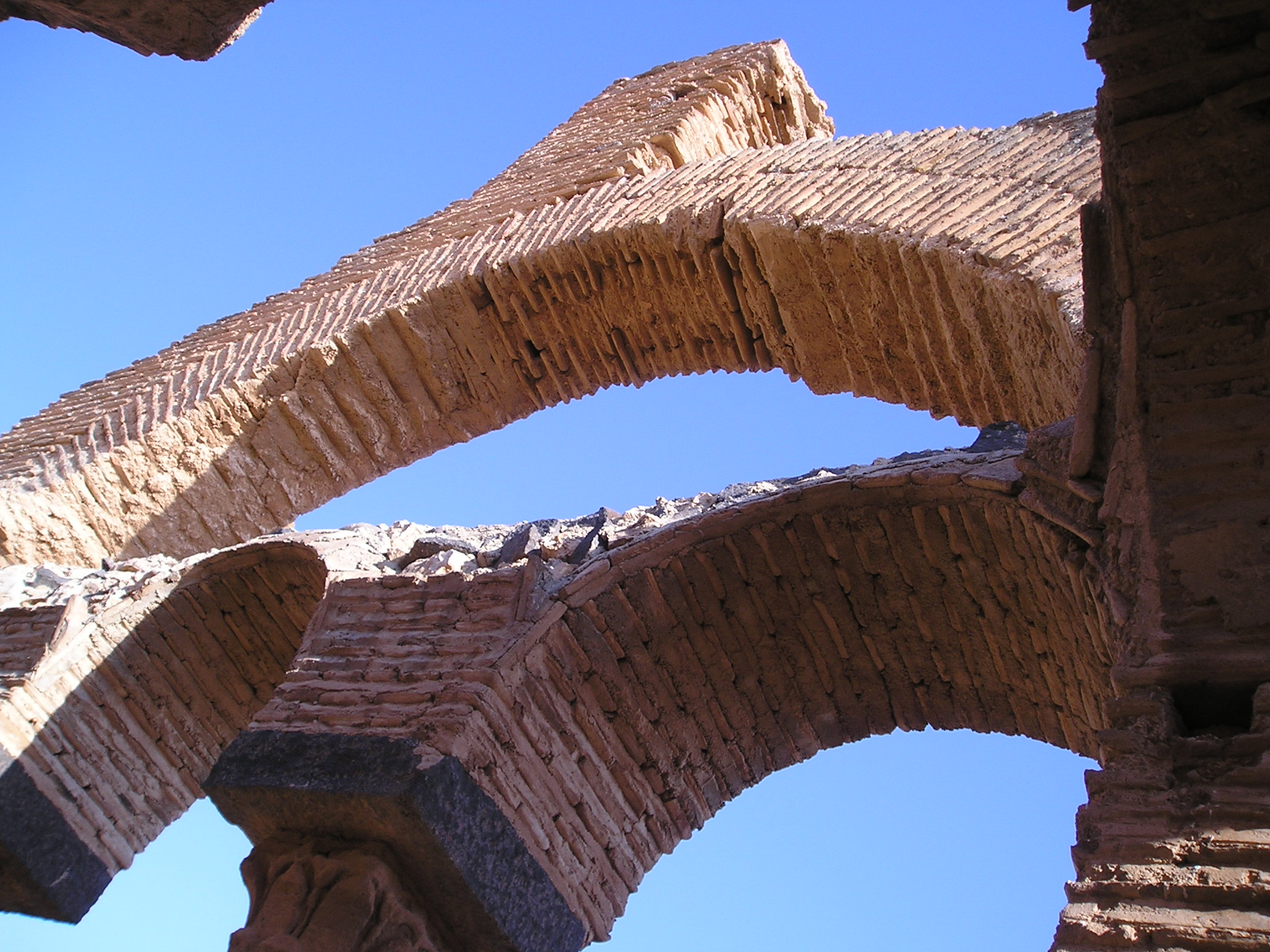
قصر ابن وردان، بقایای سقف گنبدی کلیسا

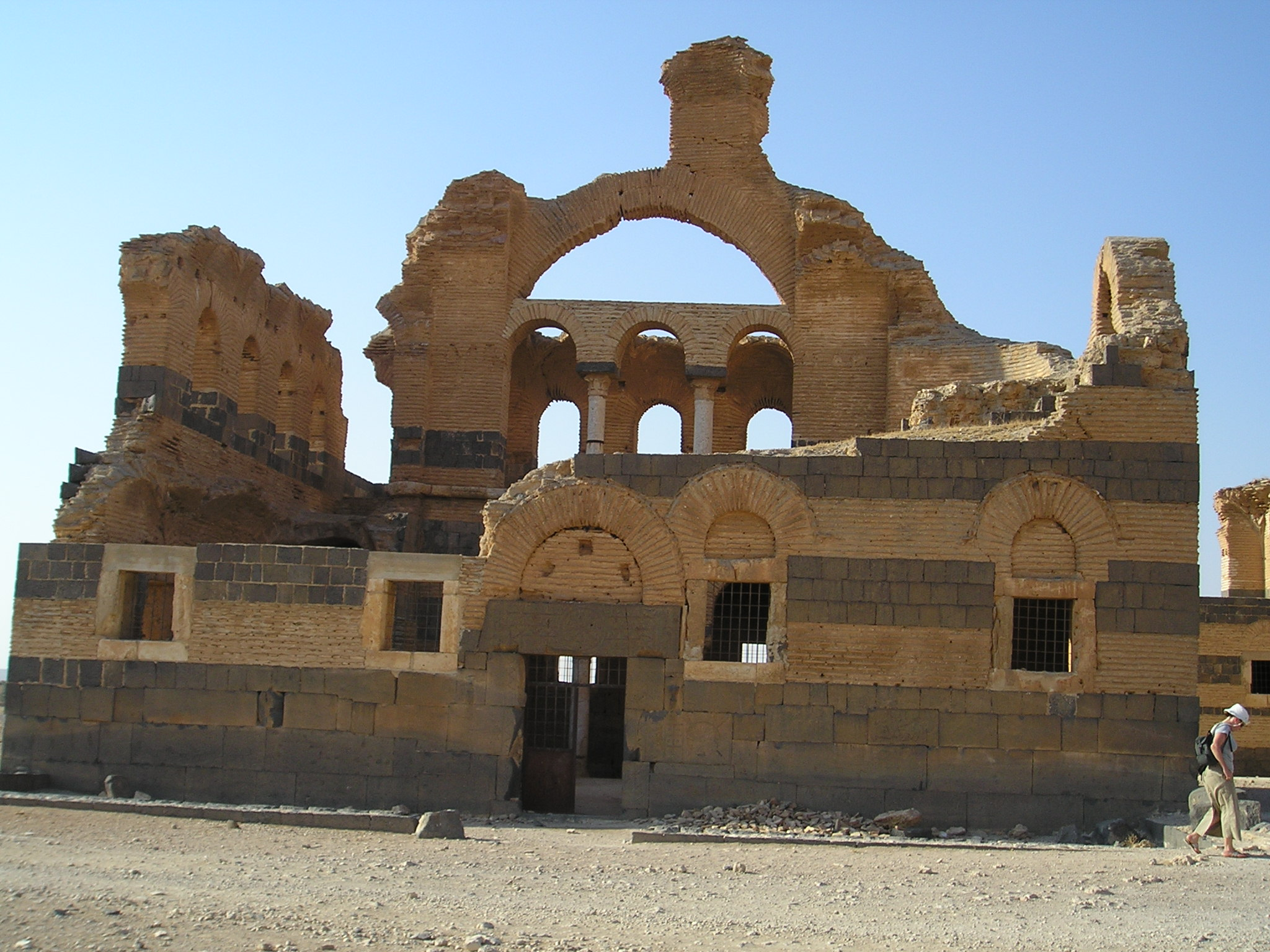
قصر ابن وردان، بقایای کلیسا

قصر ابن وردان (به انگلیسی: Qasr ibn Wardan) یک مجموعه نظامی متعلق به قرن ششم میلادی است که در صحرای سوریه، و در فاصله ی ۶۰ کیلومتری شمال شهر حمراء در سوریه قرار دارد. این مجموعهٔ نظامی، شامل ساختمان کاخ، کلیسا و سربازخانه است که در اواسط قرن ششم توسط ژوستینین یکم امپراطوری بیزانس اروپایی (شروع: ۵۲۷ میلادی- پایان ۵۶۵ میلادی)، به عنوان قسمتی از خط دفاعی (همراه با رصافه و حلب) در برابر امپراطوری ساسانی پارس ساخته شد.
ساختار ویژهٔ این مجموعه، مشابه معماری قسطنطنیه است و در جای دیگری در سوریه مشاهده نمی‌شود. معماری ویژه ی این مجموعه احتمالاً برای تحت تأثیر قراردادن قبایل بادیه و برای افزایش نظارت و بازرسی بر آنان انتخاب شده‌است. گمان می‌رود ستون‌ها و سرستون‌های مرمرین این مجموعه از شهر آفامیا در سوریه آورده شده باشند. امروزه از ساختمان سربازخانه، بقایایی به جا نمانده‌است. احتمال دارد ساختمان اصلی کاخ، مرکز استقرار حاکم محلی نیز بوده باشد.
سالم‌ترین قسمت حفظ شدهٔ این مجموعه، نمای جنوبی است که دارای نوارهای زرد و مشکی از سنگ بازالت است. در شمال مجموعه، بقایای اسطبل و در جنوب آن و مجموعه حمام کوچک در قسمت شرقی کاخ با حیاط مرکزی است. مقام و کارکرد هر اتاق با سنگ حکاکی شده مشخص شده‌است.
ساختمان کلیسا، ساختمانی مربع با صحنی در مرکز و دو راهروی کناری در غرب کاخ قرار داردو از نظر معماری مشابه ساختمان کاخ ولی کوچکتر است. سقف اصلی کلیسا به صورت گنبدی شکل بوده که امروزه فقط بقایای آن به صورت پایه‌های گنبد وجود دارد. این گنبد نمونه‌ای از معماری بیزانس در ساخت سقف‌های گنبدی با تکنیک‌های ابتدایی است. سه ضلع از این کلیسا ( بقایای شمالی و جنوبی) مجهز به اتاق‌هایی مخصوص بانوان در طبقه ی بالا بوده‌است. و ضلع چهارم با معماری نیم دایره‌ای و سقف نیم گنبدی تکمیل شده‌است.